# Castell de Rebollet
El castell de Rebollet és un castell d'origen islàmic, dins del terme de la Font d'en Carròs, esmentat des dels terratrèmols del 1598, que Jaume I va donar en 1240 al noble d'origen germànic Francesc Carròs.

## Història
En el terme municipal de la Font d'en Carròs, hi ha evidències notables d'assentaments humans de la cultura ibèrica i de l'època romana altoimperial, encara que l'origen de l'actual població és una alqueria musulmana que, juntament amb moltes altres d'esta zona, la majoria hui desaparegudes, depenien de la jurisdicció del Castell de Rebollet i, per tant, la seua història va estar vinculada a la d'esta fortalesa. El seu topònim sembla provenir de la font que encara hui mana a la plaça del poble, i del cognom del seu primer senyor feudal.
Poc després de la conquesta de la ciutat de València, i en el curs d'una de les correria que els cavallers aragonesos feien en estes terres encara ocupades pels musulmans, el noble Pere Eiximen d'En Carròs (o Carroç) va conquerir el Castell de Rebollet en 1239. L'any següent Jaume I li va concedir la senyoria d'estes terres com a agraïment pels seus serveis. El títol va ser posteriorment elevat a baronia, i va ser comprat en 1383 per Ramon de Riusech, de la família Centelles, quedant així agregat a Oliva. A esta família va pertànyer fins que per matrimoni de Magdalena de Centelles, última descendent de la nissaga, amb Carles de Borja es va incorporar al ducat de Gandia. Finalment, en 1771 va passar al ducat d'Osuna fins a l'abolició de les senyories.
La Font d'en Carròs va haver de ser una població de certa importància fins als començaments de l'edat moderna, i el seu valor estratègic queda demostrat per haver estat repoblat amb cristians en data tan primerenca com 1368, encara que la població musulmana es va mantenir fins a la seua expulsió el 1609, que unit al terratrèmol que va assolar la zona en 1598 va provocar el seu declivi demogràfic, del qual trigaria a recuperar-se.
El Castell de Rebollet es troba a 1,5 km al sud-est de la Font d'en Carròs, en direcció cap a la veïna Oliva. De la carretera que unix les dues localitats part un escarpat camí asfaltat que arriba fins als peus de les muralles, en els voltants s'han construït recentment urbanitzacions residencials. La fortalesa s'ubicava, dominant la costa i la zona que vigilava, sobre un tossal allargat a 150 m d'altitud. El seu nom sembla provenir de l'existència als seus voltants d'un poblat, hui desaparegut, anomenat Rebollet, Reboylén o Rebola.
Encara que en este lloc s'han trobat restes d'ocupació anterior, probablement des de l'edat del bronze, el castell és de construcció islàmica i va haver de servir durant este període com a refugi per a les alqueries veïnes i centre recaudatari d'imposts. Després de la conquesta cristiana i la seua donació al cavaller Carròs, va ser refortificat i ampliat, edificant noves dependències i una església, convertint-se en residència feudal dels nous senyors.

## Arquitectura
El castell va ser ocupat i destruït en 1364 per les tropes castellanes del rei Pere en el transcurs de les Guerres de la Unió. Recuperat pels aragonesos, fou reedificat pel seu llavors propietari, Berenguer de Vilaragut, en 1368. El desembre de 1598 un fort terratrèmol va assolar la zona, demolits bona part de les estructures de la fortalesa, que des d'aleshores va quedar totalment abandonada.
El conjunt, format per dos recintes defensius, presenta també dues fases constructives diferents: una islàmica, de la qual queden poques restes localitzats sobretot en el recinte superior, i una altra cristiana que es correspondria amb les reformes efectuades després de la Reconquesta i les Guerres amb Castella i que són les que millor han sobreviscut. L'entrada a la fortalesa és per una porta que s'obri a l'extrem oest. Adossada a trams de muralla fets de tapial, dels que s'han conservat 67 metres, s'alça la torre de l'homenatge, quadrangular i construïda a base de maçoneria i maó amb reforços de carreus a les cantonades. Esta torre sembla datar del s. XV, quan el castell tenia ja un caràcter residencial i devia tenir tres plantes i coberta de volta sobre la qual es disposaria el pas de ronda emmerletada.
Enganxat a l'interior de l'extrem nord de la muralla trobem un aljub que es cobria amb volta hui enderrocada. Al seu costat hi ha una torre que defensa un accés secundari. També queden restes d'altres torrasses que reforçaven el recinte i que semblen de factura cristiana posterior. Malgrat que el castell es troba actualment abandonat i en ruïnes, queden del mateix suficients estructures en peu per fer recomanable la seua visita.

## El circuit emmurallat de la Font d'en Carròs
La Font d'en Carròs va disposar d'unes muralles que protegien el nucli urbà original, que va nàixer a la part més elevada, anomenada el Rafalí, expandint amb posterioritat cap als carrers hui coneguts com de Sant Miquel i Rebollet. Este circuit emmurallat, amb un perímetre aproximat de 800 m, hauria de passar per les actuals carrers de Rebollet, Santo Domingo, Major, plaça de l'Ajuntament i Cementeri Vell. Se sap que a la part oriental d'este circuit defensiu s'obria una porta, anomenada "Portal Roig", des de la qual partia el camí cap al Castell del Rebollet.
El creixement del poble va fer que estes defenses desaparegueren quasi per complet, tot i que encara poden observar alguns trams de tela, especialment en la seua part més meridional, i que es correspondrien amb reformes cristianes fetes al s. XIV sobre la muralla original musulmana.